# Каменное (Белохолуницкий район)
Каменное — поселок в Белохолуницком районе Кировской области. Входит в Троицкое сельское поселение.

## География
Находится на правом берегу реки Черная Холуница на расстоянии примерно 50 километров по прямой на северо-восток от районного центра города Белая Холуница.

## История
Поселок известен с 1939 года как плотбище. В 1950 году учтено было дворов 29 и жителей 43, в 1989 335 жителей.

## Население
Постоянное население  составляло 214 человека (русские 95%) в 2002 году, 153 в 2010.